# SR Space
SR Space (АО «СР Спейс», до 2022 года — Success Rockets, АО «Успешные ракеты») — частная российская космическая компания, производитель ракет-носителей сверхлёгкого класса (орбитальных и суборбитальных), малых космических аппаратов (спутников) и спутниковых группировок. Создана в июле 2020 года предпринимателем Олегом Мансуровым на деньги частных инвесторов.
Головная управляющая компания объединяет несколько дочерних организаций в разных регионах России. Компания разрабатывает технические устройства (ракеты, двигатели, спутники), генерирует и обрабатывает массивы спутниковых данных, зарабатывает на анализе данных с космических снимков, а также планирует строительство собственного космодрома. Успешный тестовый запуск прототипа суборбитальной ракеты прошёл в декабре 2021 года, а испытания орбитальной ракеты и последующие коммерческие пуски запланированы на 2024 год.
2 июля 2025 года ФНС подала иск о банкротстве компании.

## Состояние отрасли

### Международный рынок
В мире растёт потребность в ракетах-носителях сверхлёгкого класса, способных доставить на орбиту до 500 кг полезного груза. Уменьшаются в размерах космические аппараты, постепенно отпадает необходимость в крупных носителях для небольших спутников, поэтому сверхлёгкие ракеты выигрывают в скорости разработки, её стоимости и цене пуска. Глобальная конкурентоспособность на рынке сверхлёгких ракет достигается за счёт нескольких параметров: стоимости пуска ракеты в целом и стоимости доставки 1 кг полезной нагрузки на орбиту. Сверхлёгкие ракеты запускать дешевле, чем ракеты другого класса (и поэтому запуски можно делать чаще), однако стоимость килограмма полезной нагрузки в них пока выше, потому что большие ракеты нагружают сильнее. Преимущество сверхлёгких ракет в точном запуске на нужную орбиту, тогда как комплекты спутников разных назначений и компаний, запущенные пакетом на более крупных ракетах, приходится разводить с помощью космических буксиров.
На конец 2021 года в мире существует более 50 проектов по разработке сверхлёгких ракет — почти все в Америке, Японии, Китае, Индии и Европе. Дальше всех продвинулись проекты частной новозеландско-американской компании Rocket Lab (ракета Electron). Rocket Lab производит коммерческие пуски ракеты Electron с ноября 2018 года.
Драйверами частной космонавтики в области сверхлёгких ракет являются глобальная философия коммерческого и оперативного освоения космоса NewSpace, то есть стремление к более дешёвому доступу в космос, а также запрос технических корпораций на вывод собственных спутников. По аналитическим данным, в 2021 году глобальный спрос составлял 12—15 пусков сверхлёгких ракет в год при стоимости каждого $4–5 млн, а цена запуска 1 кг груза остаётся в пределах $18–25 тыс., при этом все разработчики стремятся к оптимизации стоимости до $10 тыс. Если спрос будет превышать 50 пусков в год, то цена снизится до $3 млн. Ближе всего к этой цели подошла Rocket Lab — её стоимость пуска чуть более $6 млн. Однако, компания достигла этого за счёт контракта с NASA на вывод спутников CubeSat на окололунную орбиту для целей программы Artemis, а в июле 2021-го компания запустила военный спутник США и получила $ 24,35 млн от нового подразделения Космических сил ВВС на разработку разгонного блока своей нейтронной ракеты.

### Российский рынок
В России разработкой ракет сверхлёгкого класса до SR Space занимались несколько частных организаций. Компания S7 Space холдинга S7 Group планировала запуск ракет с платформы «Морской старт», но после 2014 года проект был бессрочно заморожен. Частная компания «Лин Индастриал» разрабатывала носитель «Таймыр», её финансирование приостановлено. В 2020-м компания МТКС договорилась о сотрудничестве с «Роскосмосом» и создании многоразового транспортного корабля «Арго». В феврале 2021-го о планах создать ракету-носитель заявила сколковская компания «Космокурс», но уже в апреле объявила о закрытии. Сверхлёгкие ракеты также собирались производить «НСТР космические системы» и «ВНХ-Энерго» совместно с петербургским «Военмехом».

## История компании

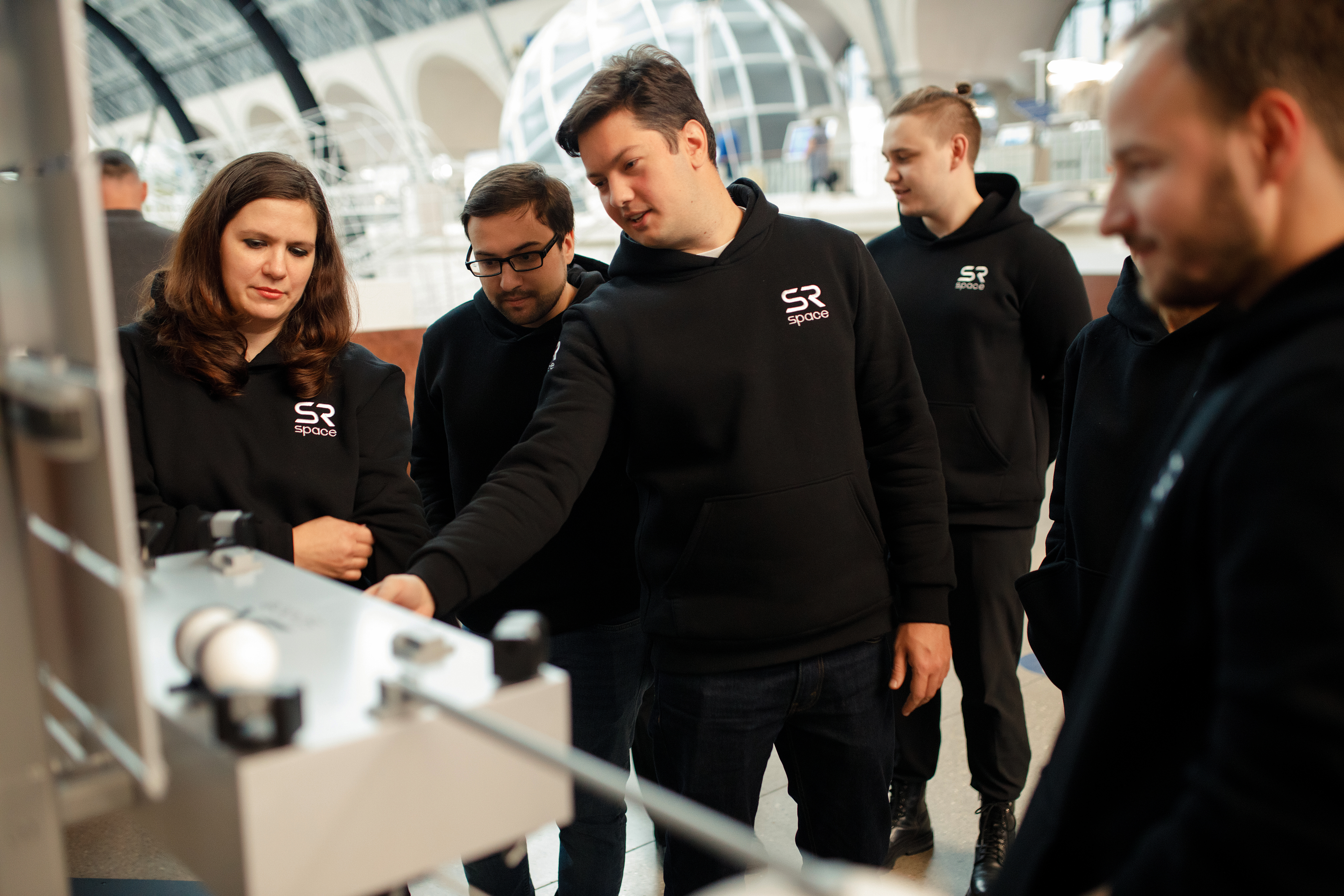
SEO Олег Мансуров и команда SR Space на выставке «Аэронет-2035», 2022 год

Основатель SR Space — предприниматель Олег Мансуров — обучался в НИТУ «МИСиС», стажировался в Массачусетском технологическом институте и Политехническом институте Гонконга, изучал космические технологии и предпринимательство в одном из первых наборов Открытого университета Сколково, участвовал в международной космической школе, организованной Сколтехом, уже в 2012 году выступал на Международной российско-германской конференции по ракетным двигателям. Как директор компании в 2020 и 2021 годах Мансуров участвовал в ПМЭФ и ВЭФ, выступал на Международной конференции по исследованию космического пространства (Global Space Exploration Conference, GLEX) в Петербурге и Международном астрономическом конгрессе (International Astronautical Congress, IAC) в Дубае. В среде предпринимателей Мансуров известен как создатель компании «Актум», которая организует хакатоны для корпораций вроде ВЭБа, «Газпром нефти», Сбера, «Сибура», «Мегафона». В числе его проектов — IT-конкурс «Цифровой прорыв», вошедший в «Книгу рекордов Гиннеса» как самый массовый хакатон.
Частная космическая компания под названием Success Rockets была зарегистрирована в июле 2020 года. Благодаря IT-бекграунду Мансурова, компания с основания зарабатывает на анализе спутниковых снимков Земли, которые закупает у зарубежных организаций или берёт в открытом доступе.
Концепцию компании, по словам Мансурова, он обсуждал с потенциальными инвесторами пять лет. Стартовый капитал на первый этап разработки ракеты, равный годовому финансированию компании, составил более 300 млн рублей (или $4,5 млн), в планах привлечь ещё $50 млн (для сравнения, Rocket Lab привлекла $288 млн в нескольких раундах финансирования, в последнем раунде компанию оценили более чем в $1 млрд). Имена трёх российских частных инвесторов не раскрываются, известен только Антон Немкин, создатель мессенджера «Серафим», с которым Мансуров познакомился на «Цифровом прорыве». Другие инвесторы обладают активами в нефтяной отрасли и строительном секторе. По словам Мансурова, все инвесторы — российские предприниматели, которые «охотно вкладываются в репутацию компании». На старте Мансуров вложил 4 млн рублей собственных средств и является 100 % её владельцем («СПАРК-Интерфакс»). По данным РБК, за 2020 год прибыль компании составляет 716 тыс. рублей, а выручка — 8,5 миллионов. В конце 2021 года глава Success Rockets заявлял о планах в два-три года выйти на IPO через SPAC, как и ряд других частных космических компаний, и предложил создать в России ассоциацию частных космических компаний для «лоббирования интересов», «принятия необходимых законов» и «набора кейсов по согласованию разрешительной документации».
В июне 2022 года компания сменила название на SR Space. В интервью «РИА Новости» Олег Мансуров комментировал ребрендинг так: «Мы сильно выросли, и Success Rockets на сегодняшний момент превращается в холдинговую структуру, группу компаний, и мы меняем наше название. Головная компания будет носить название SR Space. В неё войдут дочерние компании SR Rockets, SR Data и SR Satellites».
В октябре 2024 года в рамках pre-IPO компания привлекла 23,47 миллионов рублей из запланированных 1,528 миллиардов.
В апреле 2025 года счета компании были заморожены федеральной налоговой службой.

## Команда и особенности разработки
На 2022 года в команде работает порядка 60 человек: инженеры-конструкторы, химики, баллистики, математики, программисты, специалисты по ракето- и спутникостроению, электронщики. SR Space заявляет, что главные инженеры по всем направлениям моложе 35 лет, но уже более 10 лет работают в космической сфере. Ради экономической выгоды и ускорения производства компания покупает готовые решения у команд из российских вузов и институтов РАН или заказывает разработку на аутсорсе. В интервью «Ведомостям» Мансуров отмечает, что в России есть минимум восемь команд разработчиков при вузах (как МАИ, МГТУ имени Баумана, БГТУ «Военмех») и некоторых крупных корпорациях, которые могут выполнять заказы на разных этапах проекта. В 2022 году SR Space начал сотрудничать с Казанским университетом и ЮЗГУ.
Большую часть работ по изготовлению и сборке компания планирует пока заказывать у внешних подрядчиков. Главная статья расходов — электроника, которую закупают в Китае, поскольку полноценного отечественного импортозамещения не существует. Компания стремится к стоимости пуска орбитальной ракеты в районе $2,8 млн, а суборбитальной — 100 тыс. долл. Удешевление производства происходит за счёт выбора максимально недорогих компонентов, а не многоразовых ступеней. SR Space рассчитывает на коммерческие заказы от международных частных компаний, но также собирается сотрудничать и с российскими государственными корпорациями.

## Направления деятельности
SR Space сфокусирована на разработке, создании и испытаниях сверхлёгких ракет-носителей — суборбитальной Nebo и орбитальной Stalker. Помимо этого компания создаёт малые космические аппараты (МКА), спутниковые группировки на их основе для связи и дистанционного зондирования Земли, разрабатывает космические буксиры, продолжает заниматься анализом данных, а также ищет площадку для строительства собственного космодрома. Создавая полный цикл разработки, производства, эксплуатации и обработки полученных данных, компания стремится к оптимизации и экономии ресурсов.
Выход на проектную мощность разделён на три этапа. Первые суборбитальные пуски на высоту от 20 до 100+ км были запланированы на конец 2021 года и 2022 год, в этот этап входит тестирование двигателей и топлива, создание макетов МКА и буксира. Во второй этап входит непосредственно создание орбитальной ракеты и её тестовый запуск на высоту более 200 км со спутниковой платформой и космическим буксиром. Третий этап — развёртывание инфраструктуры для производства сверхлёгких ракет, МКА, космических буксиров и запуски с собственных космодромов.

### Сверхлёгкие ракеты
Ракета Nebo предназначена для изучения физики атмосферы, метеорологических исследований и различных научных экспериментов. Ракета-носитель Stalker должна выводить на солнечно-синхронную орбиту более 500 км свыше 250 кг груза, её первый запуск намечен на 2024 год.
В ракетах преимущественно используются собственные технологии и решения, в том числе двигатель. Корпус двигателя изготовлен из прочного и лёгкого углеродного волокна, сопло Лаваля — из термостойкого графита. Команда работает над технологией полного сжигания ступеней после их отделения, то есть части ракеты не будут падать на Землю и загрязнять окружающую среду.
В феврале 2022 года компания представила линейку собственных жидкостных двигателей для орбитальной ракеты. По словам компании, комплектующие полностью отечественные, а в конструкцию заложено многоразовое использование.
Макет орбитальной ракеты был представлен в декабре 2021 года на Конгрессе молодых учёных в «Сириусе», который закрывал Год науки и технологий РФ. В апреле 2022-го компания представила концепт ракеты Stalker, а макет — на московской выставке «Аэронет-2035» в декабре 2022 года, её длина составляет 33 метра, а диаметр — 2,2 метра. Предусмотрено два вида головного обтекателя: стандартный (соответствует диаметру ракеты-носителя) и увеличенного размера (его диаметр — 3,2 метра).

### Малые космические аппараты

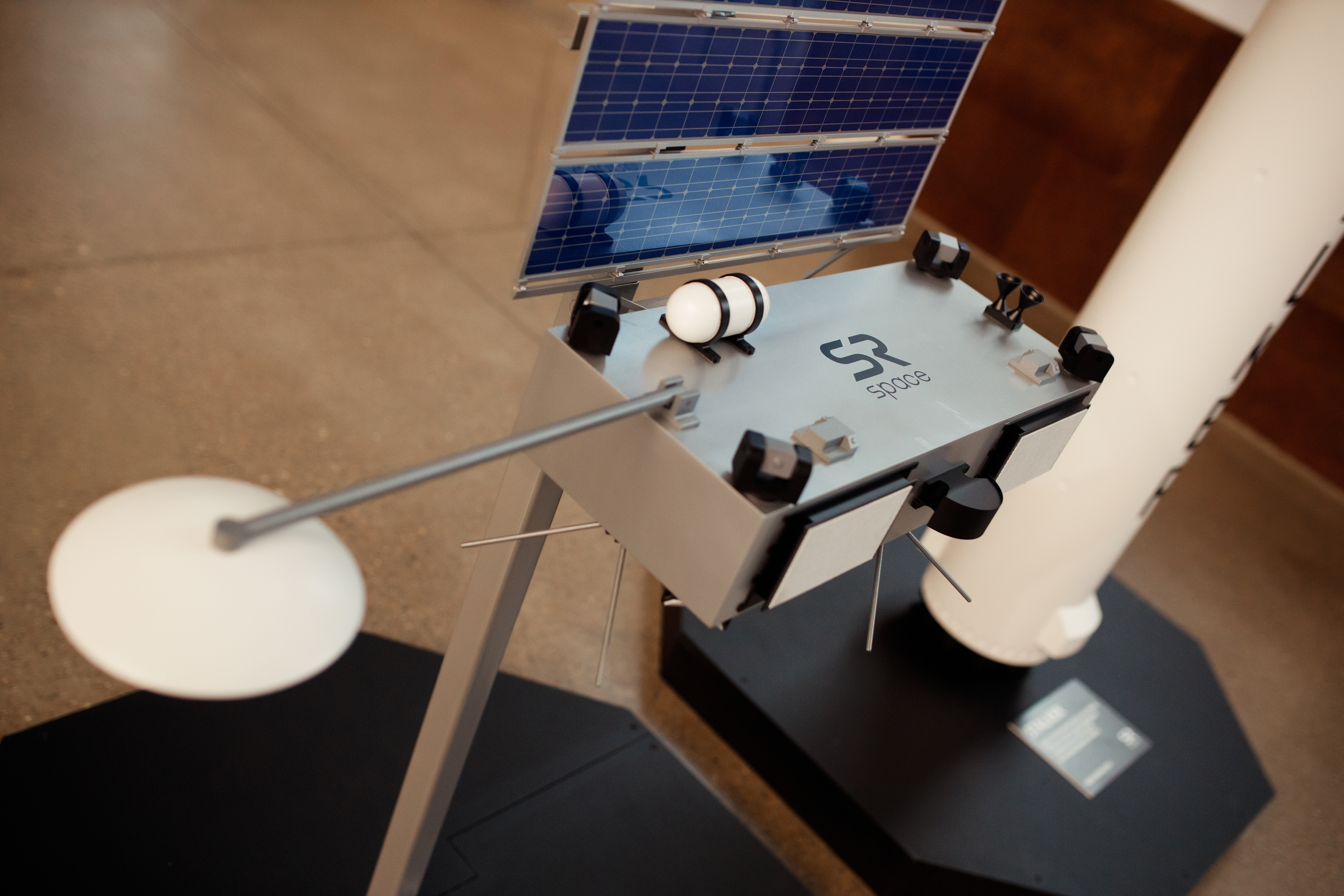
Прототип космического аппарата многоспутниковой низкоорбитальной системы широкополосного доступа в интернет SR NET, 2022 год

МКА — спутники небольших размеров и весом до 100 кг, их популярность растёт с каждый годом. Они относительно недорогие в производстве, легко модифицируются под разные задачи и часто используются для научных целей.
SR Space производит платформы для изготовления спутников различного назначения. Например, платформы Skibr-cub, -micro и -mini предназначены для создания спутников стандарта CubeSat (кубсат, сверхмалые аппараты) и других аппаратов большей размерности. Их основная задача — дистанционное зондирование Земли (ДЗЗ) с разрешением от 0,5 до 5 метров, работа интернета вещей и низкоорбитальная спутниковая связь.
Производством спутников занимается дочерняя компания «СР Сателлитс» (SR Satellites), открытая в апреле 2021 года в Ростовской области. Она располагается на территории технологического коворкинга «Рубин». Незадолго до этого Success Rockets подписала соглашение о сотрудничестве с ростовским центром космических технологий «Арктурус» (проект Министерства образования и науки), созданный для развития сферы космических технологий в регионе.
В ноябре 2022 года на «Аэронет-2035» компания представила прототип космического аппарата, предназначенный для развёртывания глобальной спутниковой системы SR NET (аналог Starlink). Масса спутника — 460 кг, пропускная способность — 40 Гбит/с. SR NET планируется запустить к 2024 году.

### Спутниковые группировки
В марте 2021 года компания заявила о старте работы над прототипом 200-килограммового спутника для мониторинга выброса парниковых газов, а уже в ноябре представила его на конференции сторон Рамочной конвенции ООН об изменении климата в Глазго. Группировка из 60 аппаратов, оснащённых спектрометрами двух видов, образует систему мониторинга климата (это направление курирует дочерняя компания «СР КМС» (SR CMS)). Система должна собирать и анализировать информацию об изменении климата и уровне содержания парниковых газов в атмосфере.
В октябре того же года компания заявила о планах создать спутниковые группировки радиолокационного зондирования планеты. По словам Мансурова, в них заинтересованы «Атомфлот», «Росатом» и «Совкомфлот», чтобы сопровождать суда на Северном морском пути.
Все группировки компании проектируются низкоорбитальными, чтобы после завершения их срока эксплуатации они сами входили в плотные слои атмосферы и сгорали в ней, не создавая дополнительный космический мусор.

### Анализ космических данных
Компания начинала свою деятельность с обработки массивов космических данных и их продаж на российском и международном рынке. Количество спутников растёт, обработка получаемых данных остаётся одной из самых востребованных отраслей, в них нуждаются строительные компании, сельское хозяйство, с помощью данных прогнозируются стихийные бедствия и проводится мониторинг экологической ситуации. Основной международный потребитель спутниковых данных — IT-компании. В России о планах на создание собственных спутников и их запуск заявляли российские компании «Мегафон», МТС, «Билайн», техногиганты «Яндекс», Mail.ru и крупные банки. На 2021 год более 70 % внутреннего рынка спутниковых данных — это госзаказ, хотя SR Space ориентируется на международных частных клиентов.

### Космические буксиры
Космический буксир — это тип космического аппарата, который используют для переноса космических грузов с одной орбиты на другую, выведения тяжёлых телекоммуникационных платформ на высокие околоземные орбиты или доставки полезных грузов к Луне и Марсу.
Success Rockets презентовал проекты собственных буксиров Strannik-1 и Strannik-2. Первый создаётся для манипуляции МКА на низкой околоземной орбите, а второй предназначен для межпланетных миссий. Предполагаемая стоимость выведения 1 кг полезной нагрузки составит от $20 тыс. и от $90 тыс. соответственно. Буксиры непосредственной задачи планируется использовать для уборки космического мусора с высоких орбит в плотные слои атмосферы и сжигания.

### БПЛА
В июне 2023 года гендиректор SR Space Олег Мансуров сообщил, что компания открыла направление по производству гражданских БПЛА самолётной схемы, на иностранной компонентной базе.

## Испытания и запуски

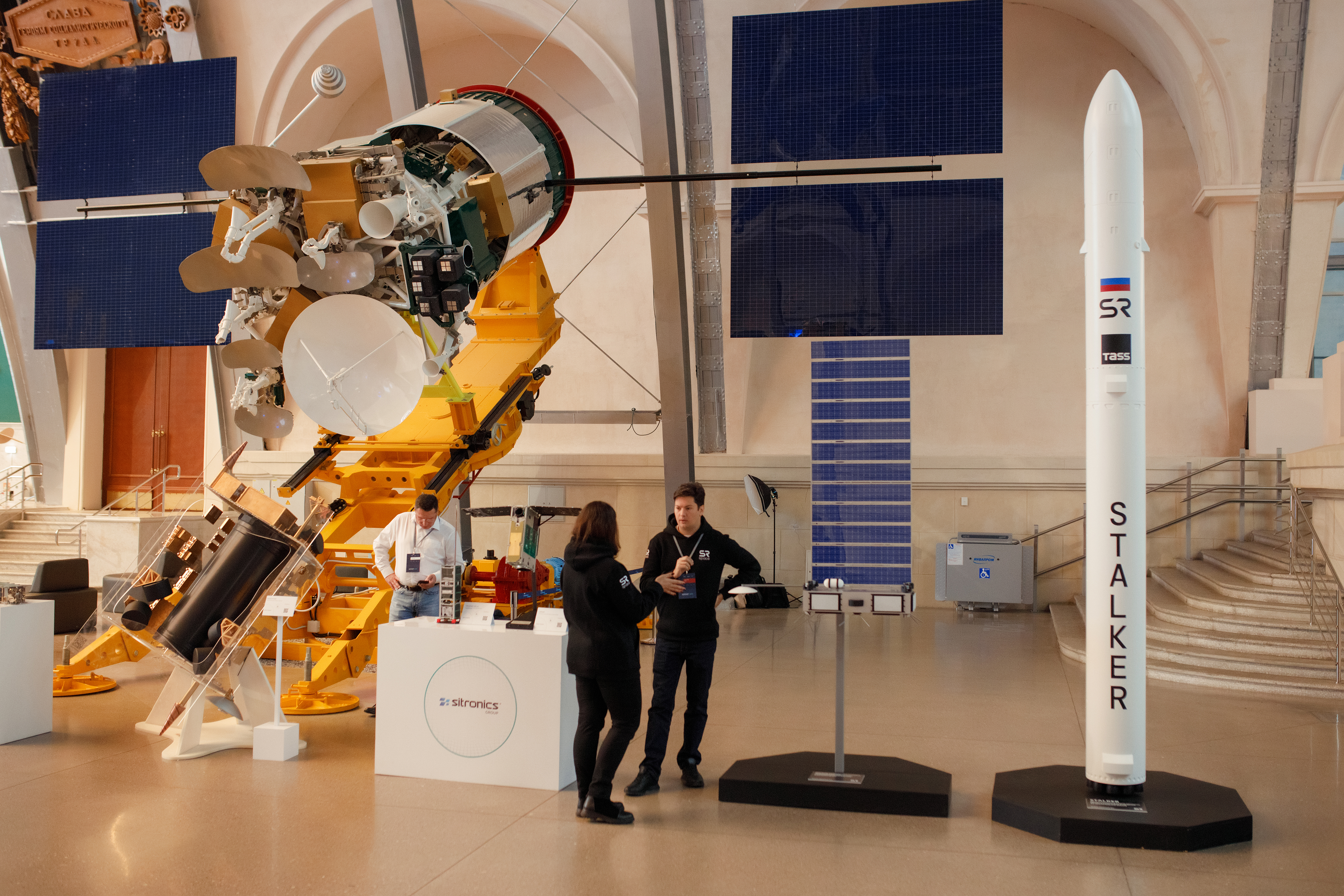
Прототип космического аппарата SR NET и макет орбитальной ракеты Stalker на выставке «Аэронет-2035», 2022 год

- В декабре 2020 года Success Rockets успешно протестировала на стенде двигатель с тягой 600 кг[49].
- В апреле 2021-го компания провела первые лётные испытания на полигоне в Кировской области. Тестировался прототип метеоракеты УР-1 и её бортовые системы. Прототип разрабатывался полгода. Полёт длился 90 секунд на высоте более 2000 метров[72][73]. Прототип будет использован при доработке суборбитальной метеоракеты Nebo[74].
- В декабре 2021 года провела первый тестовый запуск ракеты Nebo-25 с фемтоспутниками (космические аппараты весом до 100 г) с полигона «Капустин Яр» в Астраханской области. Ракета поднялась почти на 7 км, где сработали системы аварийного спасения. Спутники собирали телеметрию. Так SR стала первой частной компанией в России, которая сумела осуществить более одного пуска за год[75][76][77][78].

## Космодром
Success Rockets заявила о планах на собственный космодром в момент создания компании в 2020 году. В России пока нет гражданских площадок для пуска ракет сверхлёгкого класса, хотя это экономически целесообразно. Компания изначально рассматривала три площадки: в Приморском крае (космопорт «Азия»), на юге России (космопорт «Европа») и в арктической зоне в районе посёлка Тикси. По предварительному плану, собственный космопорт включает две пусковые установки, испытательный полигон, ЦУП, комплекс по производству ракет, аэродром малой авиации, гостиницу для туристов и работников, а также железнодорожную станцию. Пока первые испытания проходят на полигонах и пусковых площадках Министерства обороны.
Зимой 2020-го появились новости о строительстве южного космопорта Success Rockets в малонаселенной северной зоне Дагестана. Партнёром проекта выступила «Корпорация развития Дагестана», принадлежащая Минимуществу республики. Однако представители дагестанского агентства почти сразу опровергли эту новость.
Осенью 2021 года правительство Ростовской области объявило о готовности обсудить строительство космодрома в своём регионе. По мнению независимых экспертов, этот план реален. Так, доктор физико-математических наук, завкафедрой физики ДГТУ Анатолий Благин в качестве локального преимущества называет кадры (особые министерские программы развития космической сферы в регионе), экономико-географическое положение (близость к экватору поможет экономить топливо на старте) и транспортную инфраструктуру.

## Сотрудничество и заказчики

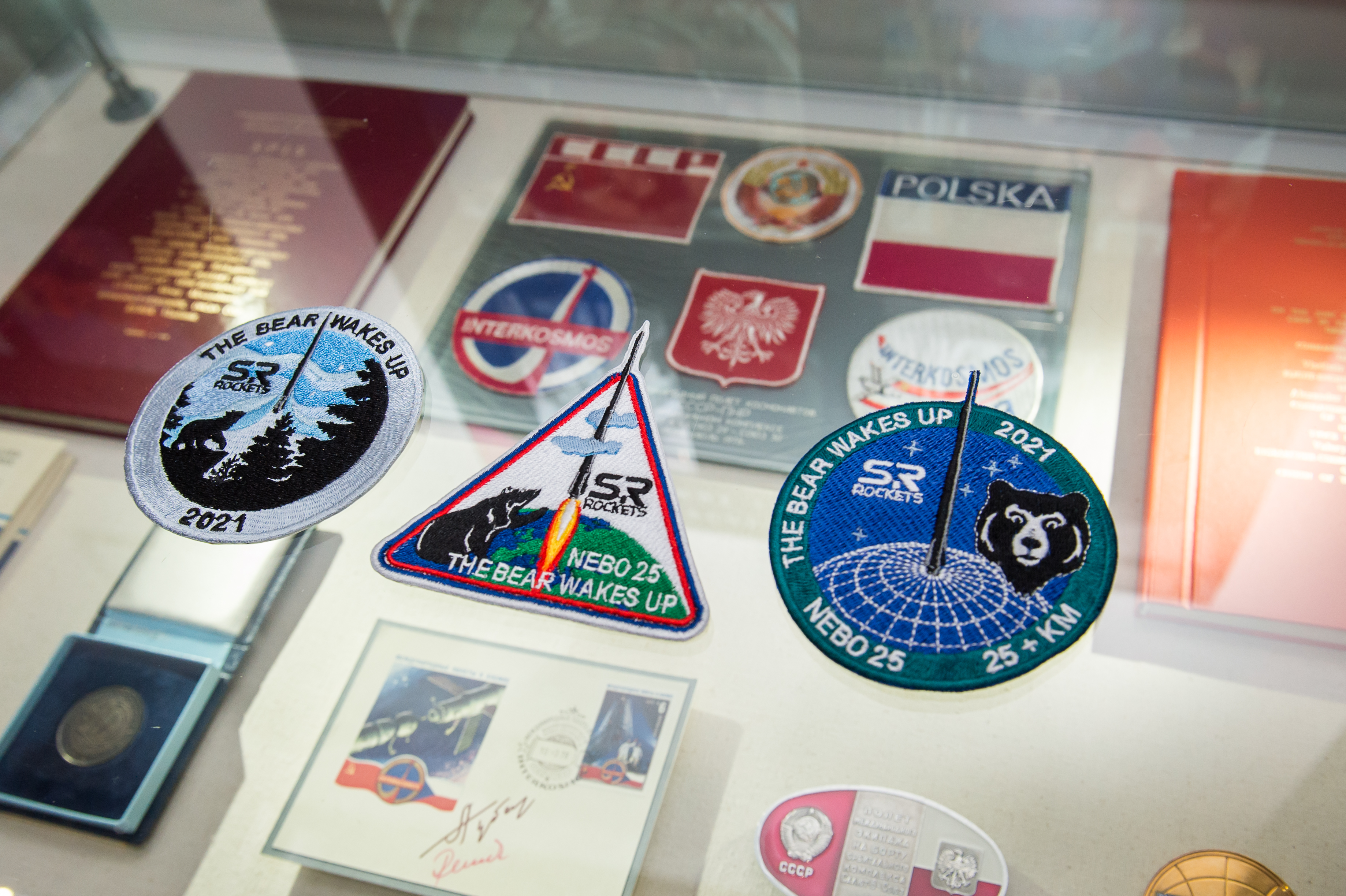
Шевроны первой миссии SR Space The bears wake up

SR Space рассчитывает на поддержку нормативно-правового характера, доступ к испытательным стендам и заказы со стороны «Роскосмоса»: один только проект «Сфера» требует запуска сотен МКА. Компания уже работает с предприятиями, которые входят в «Роскосмос». В интервью Мансуров отмечает, что государство в лице правительства и «Роскосмоса» готово делегировать ряд направлений частным компаниям и инвесторам, особенно разработку сверхлёгких ракет, спутников и анализ данных, потому что оплачивать издержки будут частные инвесторы, а не госкорпорация.
В июле 2021 года на МАКС Success Rockets заключила контракт о сотрудничестве с Роскартографией. Ведомство заинтересовано в создании группировки из 36 спутников с датчиками в инфракрасном и оптическом диапазонах для оперативного ДЗЗ и радиолокационного зондирования Земли. В декабре было подписано соглашение с Ростелекомом, планируется создать спутниковую группировку для широкополосной связи и совместный анализ данных.
В августе того же года во время подготовки к ВЭФ компания подписала с китайской Торгово-промышленной палатой договор о сотрудничестве в космической сфере на территории КНР. Соглашение подразумевает открытие «дочки» Success Rockets на острове Хайнань, где расположен космодром Вэньчан. В провинции создаётся космический кластер с благоприятными юридическими условиями. Мансуров рассчитывает привлечь китайские инвестиции: только в 2020-м местные вложения в частную космонавтику составили примерно $1 млрд. Среди других потенциальных международных партнёров компании — Ближний Восток (Катар, Саудовская Аравия и ОАЭ), выразившие на ПМЭФ заинтересованность в мониторинге уровня углекислого газа в регионе. В марте 2022-го дочерняя компания SR Satellites прошла отбор в акселератор Zayed Middle East Фонда имени Шейха Зайеда, который помогает компаниям выйти на рынок ОАЭ.
SR Space и IT-холдинг Т1 на Петербургском международном экономическом форуме 2023 года подписали соглашение о разработке суборбитальной ракеты-носителя и её запуске за линию Кармана. Это необходимо, чтобы протестировать технологии и вывести полезную нагрузку в виде передатчика сигнала, который должен отправить сигнал на Землю. Запуск на высоту более 100 километров запланирован на конец года.

## Санкции
12 июня 2024 года, на фоне российского вторжения на Украину, компания попала в блокирующий санкционный список США против сектора оборонной промышленности, так как она «производит двигатели и разрабатывает БПЛА и системы их обнаружения и подавления».